# North Cachar Hills District Council
North Cachar Hills District Council fou un cos administratiu del districte d'Assam (Índia) United Mikir and North Cachar Hills (o United district of North Cachar & Mikir Hills): un únic districte amb dos consells de govern.
Es va establir el 19 d'abril de 1952. Aquest consell es va constituir en districte separat el 2 de febrer de 1970 (Districte de North Cachar Hills), i va obtenir autonomia gaudint d'autoritat sobre diverses matèries exceptuades llei i orde, administració i tresor, formant pel seu govern el North Cachar Hills Autonomous Council.